# Armen Manowčaryan
Armen Manowčaryan (in armeno Արմեն Մանուչարյան?; traslitterazione anglosassone: Armen Manucharyan; Erevan, 3 aprile 1995) è un calciatore armeno, difensore dell'Alaškert.

## Carriera

### Club
Ha giocato nella massima serie armena, in quella russa e in quella kazaka.

### Nazionale
Il 4 giugno 2017 ha esordito con la nazionale armena giocando l'amichevole vinta 5-0 contro Saint Kitts e Nevis.

## Statistiche

### Cronologia presenze e reti in nazionale
| Cronologia completa delle presenze e delle reti in nazionale ― Armenia | Cronologia completa delle presenze e delle reti in nazionale ― Armenia | Cronologia completa delle presenze e delle reti in nazionale ― Armenia | Cronologia completa delle presenze e delle reti in nazionale ― Armenia | Cronologia completa delle presenze e delle reti in nazionale ― Armenia | Cronologia completa delle presenze e delle reti in nazionale ― Armenia | Cronologia completa delle presenze e delle reti in nazionale ― Armenia | Cronologia completa delle presenze e delle reti in nazionale ― Armenia |
| Data                                                                   | Città                                                                  | In casa                                                                | Risultato                                                              | Ospiti                                                                 | Competizione                                                           | Reti                                                                   | Note                                                                   |
| ---------------------------------------------------------------------- | ---------------------------------------------------------------------- | ---------------------------------------------------------------------- | ---------------------------------------------------------------------- | ---------------------------------------------------------------------- | ---------------------------------------------------------------------- | ---------------------------------------------------------------------- | ---------------------------------------------------------------------- |
| 4-6-2017                                                               | Erevan                                                                 | Armenia                                                                | 5 – 0                                                                  | Saint Kitts e Nevis                                                    | Amichevole                                                             | -                                                                      | 70’                                                                    |
| 6-9-2018                                                               | Erevan                                                                 | Armenia                                                                | 2 – 1                                                                  | Liechtenstein                                                          | UEFA Nations League 2018-2019 - 1º turno                               | -                                                                      | 42’                                                                    |
| Totale                                                                 |                                                                        | Presenze                                                               | 2                                                                      |                                                                        | Reti                                                                   | 0                                                                      |                                                                        |

## Palmarès

### Club

#### Competizioni nazionali
- Supercoppa d'Armenia: 1

Banants: 2014
- Coppa d'Armenia: 1

Banants: 2015-2016